# Hoan Ngu Ảnh Thị
Hoan Ngu Ảnh Thị (tiếng Trung: 欢娱影视) là một công ty truyền thông và giải trí Trung Quốc được thành lập vào năm 2012, chủ yếu đầu tư và sản xuất phim ảnh, các chương trình truyền hình, quản lý nghệ sĩ. Công ty được đồng sáng lập bởi biên kịch Vu Chính và CEO Dương Nhạc.

## Studio
- Studio Vu Chính

## Nghệ sĩ trực thuộc công ty
| Nghệ sĩ nữ - Ngô Giai Di - Bạch Lộc - Ngô Cẩn Ngôn - Ninh Tịnh - Dương Dung - Trương Nam - Lưu Mẫn - Hà Thụy Hiền - Trương Dịch Hề - Hoàng Hinh Dao | Nghệ sĩ nam - Hứa Khải - Nhiếp Viễn - Tống Uy Long - Mễ Nhiệt - Trương Dật Kiệt - Hà Phụng Thiên - Hồng Nghiêu - Triệu Dịch Khâm - Vương Nhất Triết - Vương Mậu Lôi - Tôn Ngạo - Vương Tinh Việt | Cựu nghệ sĩ - Trương Tuyết Nghênh - Hà Thịnh Minh - Viên San San - Hứa Hiểu Nặc - Kim Thế Giai - Trương Triết Hạn - Trần Hiểu - Cao Vũ Nhi |  |  |

## Danh sách phim
| Năm phát sóng  | Năm quay phim | Tựa Đề                                  | Ghi chú |
| -------------- | ------------- | --------------------------------------- | ------- |
| 2008           | 2008          | Mai Khôi Giang Hồ                       |         |
| 2009           | 2007          | Nhất Thiên Tích Nhãn Lệ                 |         |
| 2009           | 2008          | Tỏa Thanh Thu                           |         |
| 2009           | 2009          | Hiền Thê Lương Mẫu                      |         |
| 2010           | 2009          | Mỹ Nhân Tâm Kế                          |         |
| 2010           | 2009          | Đại Nha Hoàn                            |         |
| 2010           | 2010          | Hoan Hỉ Bà Bà Tiếu Tức Phụ              |         |
| 2010           | 2010          | Quốc Sắc Thiên Hương                    |         |
| 2011           | 2010          | Cung Tỏa Tâm Ngọc: Ngọc Sáng Hoàng Cung |         |
| 2011           | 2010          | Đường Cung Mỹ Nhân Thiên Hạ             |         |
| 2011           | 2011          | Bí Mật Bị Bỏ Rơi                        |         |
| 2012           | 2011          | Khuynh Thành Tuyết                      |         |
| 2012           | 2011          | Nữ Nhân Của Vua                         |         |
| 2012           | 2011          | Cung Tỏa Châu Liêm                      |         |
| 2012           | 2011          | Thưởng Kim Liệp Nhân                    |         |
| 2012           | 2011          | Sơn Hà Luyến: Mỹ Nhân Vô Lệ             |         |
| 2013           | 2012          | Lục Trinh Truyền Kỳ                     |         |
| 2013           | 2012          | Tiếu ngạo giang hồ 2013                 |         |
| 2013           | 2012          | Cành Hoa Cánh Bướm                      |         |
| 2014           | 2013          | Cung Tỏa Liên Thành                     |         |
| 2014           | 2013          | Thần điêu đại hiệp 2014                 |         |
| 2015           | 2013          | Vân Trung Ca                            |         |
| 2015           | 2014          | Ban Thục Truyền Kỳ                      |         |
| 2014           | 2014          | Chế Tạo Mỹ Nhân                         |         |
| 2017           | 2015          | Vân Điên Chi Thượng                     |         |
| 2018           | 2018          | Phượng Tù Hoàng                         |         |
| 2018           | 2018          | Diên Hi Công Lược                       |         |
| 2019           | 2018          | Hạo Lan Truyện                          |         |
| 2019           | 2018          | Trường Quân đội Liệt Hỏa                |         |
| 2020           | 2018          | Bên Tóc Mai Không Phải Hải Đường Hồng   |         |
| 2020           | 2019          | Bí Mật Của Thời Gian                    |         |
| 2021           | 2019          | Li Ca Hành                              |         |
| 2021           | 2020          | Ngọc Lâu Xuân                           |         |
| 2021           | 2020          | Song Kính                               |         |
| Chưa phát sóng | 2016          | Mộng Hồi Triều Ca                       |         |